# Conjunto Vera Cruz
Conjunto Vera Cruz é um bairro localizado no município de Goiânia, capital de Goiás, na Região Oeste da cidade, às margens do Km 5 da GO-060. O bairro, localizado na saída para a cidade de Trindade é dividido em duas partes, I e II. Na região também há o Terminal Vera Cruz, onde passam ônibus que vão para vários bairros de Goiânia e da região metropolitana.
Segundo dados do censo do IBGE em 2010, é o nono bairro mais populoso do município, contando uma aglomeração de cerca de dezoito mil pessoas.